# 2Б16 «Нона-К»
2Б16 «Нона-К» — радянська буксирована артилерійська система калібру 120 мм. 2Б16 містить в собі можливості гармати, гаубиці та міномета.
Артсистема була розроблена у спеціальному конструкторському бюро Заводу імені Леніна в м. Перм.

## Історія створення
Гармата 2Б16 «Нона-К» була розроблена з урахуванням досвіду бойових дій сухопутних військ Радянської армії у Афганістані. У 1986 році гармата була прийнята на озброєння.

## Опис конструкції
Гармата 2Б16 є буксированим варіантом гармати 2А51, встановленої на самохідну артилерійську установку 2С9 «Нона-С», та зберігає усі якості та особливості базової гармати. Призначена для артилерійських дивізіонів десантно-штурмових бригад.

### Гармата
Завдяки використанню балістичної схеми «Гармата-постріл», 2Б16 містить в собі можливості гармати, гаубиці та міномета. Ствол має довжину у 24,2 калібри, на трубі міститься дулове гальмо, ефективність якого складає приблизно 30 %. Над стволом розміщено противідкатний пристрій, який складається з гідравлічного гальма відкату і гідропневматичного накатника. Труба кріпиться до казенника, в якому розміщений клинковий затвор.

### Верхній станок
На верхньому станку розміщено гармату та механізми горизонтального і вертикального наведення. Для захисту бойового розрахунку від куль та осколків на верхньому станку встановлено броньований щиток.

### Противідкатний пристрій
Противідкатний пристрій являє собою агрегат, котрий об'єднує гідравлічне гальмо відкату з клапанним регулюванням та з змінною довжиною відкату, гальмо накату з дросельним регулюванням, пневматичний накатник.

### Нижній станок і лафет
Нижній станок розміщений у двухстанинному лафеті. На нижньому станку встановлений верхній станок з гарматою. Перевід гармати у бойове положення здійснюється автоматичним розсуванням станин. В похідне положення станини зводяться за допомогою лебідки.

### Використовувані боєприпаси
Як і гармата 2А51, гармата 2Б16 здатна вести вогонь широкою нуменклатурою боєприпасів — всіма типами 120-мм мін, а також осколково-фугасними і кумулятивними снарядами з готовими насічками. По своїй бойовій потужності 120-мм снаряди наближені до 152-мм снарядів.
| Таблиця ТТХ пострілів, використовуваних гарматою 2Б16 |                    |                   |               |                               |                            |                   |
| Індекс                                                | Тип боєприпасу     | Масса снаряду, кг | Дальність, км | Площа ураження живої сили, м² | Площа ураження техніки, м² | Бронебійність, мм |
| 3ВО32                                                 | касетний з КОС     | 23,3              | 0,2..8,0      | 2800                          | —                          | 100               |
| 3ВОФ54                                                | ОФС                | 19,8              | 0,1..8,8      | 2200                          | 2100                       | —                 |
| 3ВОФ54-1                                              | ОФС                | 19,8              | 0,1..8,8      | 4400..6600                    | 2100                       | —                 |
| 3ВОФ55                                                | ОФС АРС            | 19,8              | 0,7..12,8     | 1800                          | 1700                       | —                 |
| 3ВОФ55-1                                              | ОФС АРС            | 19,8              | 0,7..12,8     | 3600..5400                    | 3400..5100                 | —                 |
| 3ВБК14                                                | кумулятивний       | 13,1              | 0,04..1,0     | —                             | —                          | 600               |
| 3ВОФ112                                               | ОФС                | 25                | 9..12         |                               |                            |                   |
| КМ-8 «Грань»                                          | ОФМ                | 27                | 1,5..9        |                               |                            |                   |
| 3ВОФ79                                                | ОФМ                | 16                | 7,1           | 1500                          | 200                        | —                 |
| 53-ВОФ-843Б                                           | ОФМ                | 16                | 0,45..5,7     | 1500                          | 200                        | —                 |
| 3ВОФ68                                                | ОФМ                | 16,1              | 7,247         | 2250                          | 1200                       | —                 |
| 3ВОФ53                                                | ОФМ                | 16,1              | 0,45..5,7     | 2250                          | 1200                       | —                 |
| 3ВОФ69                                                | ОФМ                | 16,1              | 7,0           | 1700                          | 700                        | —                 |
| 3ВОФ57                                                | ОФМ                | 16,1              | 0,45..5,6     | 1700                          | 700                        | —                 |
| 3В34                                                  | запалювальна міна  | 16,3              | 0,45..5,7     | —                             | —                          | —                 |
| 3ВС24                                                 | Освітлювальна міна | 16,3              | 1,0..5,4      | —                             | —                          | —                 |
| 53-ВД-543                                             | Димова міна        | 16,6              | 1,0..5,4      | —                             | —                          | —                 |
| 3ВД17                                                 | Димо-куряща міна   | 16,1              | 6,8           | —                             | —                          | —                 |
| 3ВД16                                                 | Димо-куряща міна   | 16,1              | 1,0..5,4      | —                             | —                          | —                 |

## Оператори
- Росія:
  - Сухопутні війська Російської Федерації — 100 2Б16, станом на 2012 рік[6]
  - Морська піхота Російської Федерації — 18 2Б16, станом на 2012 рік[7]
- Україна — 2 2Б16, станом на 2021 рік[8].

## Бойове застосування

### Друга чеченська війна
1. Друга чеченська війна — застосовувались у складі 414-го окремого батальйону.[9]

### Російсько-українська війна
У серпні 2014 року щонайменше 1 екземпляр «Нони-К» використовувався загоном «Гіві» у боях за Іловайськ. У січні 2015 батальйон «Сомалі» мав вже щонайменше 3 екземпляри «Нони-К».
Наприкінці березня 2022 року сили оборони України захопили російську артилерійську систему 2Б16 «Нона-К». Станом на кінець травня, згідно відкритих джерел, Силам Оборони України вдалось захопити сім таких установок.
В лютому 2023 року стало відомо, що українські військові застосовують американські 120-мм міни M1101 для стрільби з трофейних причіпних гаубиць 2Б16 «Нона-К» та самохідних мінометів 2С23 «Нона-СВК».